# Sainte-Croix-Volvestre
Sainte-Croix-Volvestre (okcitansko Senta Crotz de Bolbèstre) je naselje in občina v južnem francoskem departmaju Ariège regije Jug-Pireneji. Leta 1999 je naselje imelo 611 prebivalcev.

## Geografija
Naselje leži v pokrajini Languedoc ob reki Volp, 23 km severno od Saint-Gironsa.

## Uprava
Sainte-Croix-Volvestre je sedež istoimenskega kantona, v katerega so poleg njegove vključene še občine Bagert, Barjac, Bédeille, Cérizols, Contrazy, Fabas, Lasserre, Mauvezin-de-Sainte-Croix, Mérigon, Montardit in Tourtouse s 1.940 prebivalci.
Kanton je sestavni del okrožja Saint-Girons.
1. ↑  »Populations légales 2016«. Nacionalni inštitut za statistične in gospodarske raziskave. Pridobljeno 25. aprila 2019.